# Caloboletus radicans
 Caloboletus radicans (синоним Boletus radicans) је крупна ектомикоризна гљива из породице вргања (Boletaceae) која ступа у микоризу најчешће са буквом и храстом. Представља ретког становника лишћарских шума у Европи. Није избирљива у погледу педолошког састава тла. Јавља се крајем лета и током већег дела јесени.

## Опис плодног тела
Шешир код ове гљиве је крупан, пречника од 7 до 30 cm. Обично је прљаво беле боје или благо смеђ. Из даљине подсећа на некакав бели камен. Дршка је висока од 5 до 8, cm пречника 3-4 cm и делује отечено. Месо је светложуте боје, а када се засече поприми нијансе плаве боје. Поре су лимун жуте боје, мале и округле.

## Микроскопија
11-18 × 4,5-6,5 μm.

## Отисак спора
Отисак спора је маслинаст до боје ораха.

## Јестивост
Отровна врста. Јако горког укуса и нејестива. Уколико се поједе изазива мучнину праћену повраћањем и крвавом столицом.

## Сличне врсте
Нема сличних врста.